# Jean d'Ibelin (mort en 1264)
Pour les articles homonymes, voir Jean d'Ibelin.
Jean d'Ibelin, seigneur de Beyrouth, mort en 1264, fils de Balian d'Ibelin et d'Echive de Montbéliard, fille de Gautier de Montbéliard.
Il avait épousé vers 1250 Alix de La Roche, fille de Guy Ier, duc d'Athènes de 1225 à 1263, et avait eu :
- Isabelle d'Ibelin (1252 † 1282)
- Echive d'Ibelin (1253 † 1312)